# راؤل والش
راؤل والش (بالإنجليزية: Raoul A. Walsh) هو مخرج أمريكي من مواليد 11 مارس 1887 في نيويورك و فارق الحياة يوم 31 ديسمبر 1980 في كاليفورنيا، الولايات المتحدة، كان مخرج أمريكي لامع في عصره بدأ نشاطه سنة 1909.

## وصلات خارجية
- راؤل والش على موقع IMDb (الإنجليزية)
- راؤل والش على موقع الموسوعة البريطانية (الإنجليزية)
- راؤل والش على موقع مونزينجر (الألمانية)
- راؤل والش على موقع ألو سيني (الفرنسية)
- راؤل والش على موقع ميوزك برينز (الإنجليزية)
- راؤل والش على موقع تيرنر كلاسيك موفيز (الإنجليزية)
- راؤل والش على موقع أول موفي (الإنجليزية)
- راؤل والش على موقع قاعدة بيانات الأفلام السويدية (السويدية)
- راؤل والش على موقع إن إن دي بي (الإنجليزية)
- راؤل والش على موقع قاعدة بيانات الفيلم (الإنجليزية)